# 黃點赤尾冬
黃點赤尾冬（学名：Scolopsis ciliata），又名齒頜眶棘鱸、紅尾冬仔，为鲈形目金線魚科眶棘鱸屬下的一个种，该物种主要分布于印度洋和太平洋海域。

## 扩展阅读
- 維基物種上的相關：黃點赤尾冬